# Сигал, Аранка
Аранка Сигал (англ. Aranka Siegal; род. 10 июня 1930 года, Берегово, в то время Чехословакия, сегодня Украина) — американская писательница. Написала три книги о своем детстве и Холокосте в Венгрии. В 1982 году Аранка получила Медаль Джона Ньюбери, затем книги получали и другие награды.

## Биография
В течение года находилась в концентрационных лагерях Освенцим и Берген-Бельзен, куда она была отправлена из гетто вместе с членами семьи. В 1948 она перебралась из Швеции в США.

## Личная жизнь
С 2000 Аранка живет во Флориде. Её муж скончался в 2004 году. Она говорит на шести языках.

## Книги
- Upon the Head of the Goat
- Grace in the Wilderness
- Memories of Babi (2008)